# LPHF Vancouver
Le LPHF Vancouver en anglais PWHL Vancouver est une équipe professionnelle féminine de hockey sur glace basée à Vancouver en Colombie-Britannique. Elle est la première équipe d'expansion à se joindre aux six équipes originelles de la Ligue professionnelle de hockey féminin (LPHF).

## Histoire
Le 23 avril 2025, la Ligue professionnelle de hockey féminin (LPHF) annonce l'arrivée de la première équipe d'expansion à Vancouver en Colombie-Britannique qui fera ses débuts lors de la saison 2025-2026. À la même occasion, on annonce également que le Pacific Coliseum sera le site des matchs à domicile, avec le PNE Agrodome (en) pour les séances d'entraînement, et les couleurs officielles seront le bleu pacifique comme couleur principale et crème comme couleur secondaire,.
Un mois plus tard, le 23 mai 2025, Cara Gardner Morey (en), celle qui assumait depuis 2017 le poste d'entraîneuse-cheffe des Tigers, l'équipe de hockey féminin de l'université de Princeton, est nommée au poste de directrice générale de l'équipe vancouveroise,. De nouveau, un mois plus tard, le 23 mai 2025, le poste d'entraîneur-chef est attribué à Brian Idalski (en), entraîneur-chef des trois dernières années de l'équipe féminine de hockey sur glace des Huskies de St. Cloud State (en),.

## Équipe

### Alignement actuel
Note : Les numéros des joueuses correspondent aux numéros qu'elles avaient dans leurs précédentes équipes.
| No    | Nom                       | Nat. | Position         | Arrivée                     |
| ----- | ------------------------- | ---- | ---------------- | --------------------------- |
| +015, | Sydney Bard               |      | Défenseuse       | 2025 - Fleet de Boston      |
| +021, | Ashton Bell               |      | Défenseuse       | 2025 - Charge d'Ottawa      |
| +024, | Abigail Boreen            |      | Attaquante       | 2025 - Victoire de Montréal |
| +086, | Michela Cava              |      | Attaquante       | 2025 - Frost du Minnesota   |
| +023, | Mellissa Channell-Watkins |      | Défenseuse       | 2025 - Frost du Minnesota   |
| +008, | Izzy Daniel               |      | Attaquante       | 2025 - Sceptres de Toronto  |
| +012, | Jennifer Gardiner         |      | Attaquante       | 2025 - Victoire de Montréal |
| +025, | Emma Greco                |      | Défenseuse       | 2025 - Fleet de Boston      |
| +016, | Sophie Jaques             |      | Défenseuse       | 2025 - Frost du Minnesota   |
| +041, | Denisa Křížová            |      | Attaquante       | 2025 - Frost du Minnesota   |
| +038, | Emerance Maschmeyer       |      | Gardienne de but | 2025 - Charge d'Ottawa      |
| +003, | Brooke McQuigge           |      | Attaquante       | 2025 - Frost du Minnesota   |
| +034, | Hannah Miller             |      | Attaquante       | 2025 - Sceptres de Toronto  |
| +020, | Sarah Nurse               |      | Attaquante       | 2025 - Sceptres de Toronto  |
| +015, | Gabby Rosenthal           |      | Attaquante       | 2025 - Sirens de New York   |
| +042, | Claire Thompson           |      | Défenseuse       | 2025 - Frost du Minnesota   |
| +013, | Tereza Vanišová           |      | Attaquante       | 2025 - Charge d'Ottawa      |